# Милан Георгиев
Милан Георгиев е български географ, професор в катедра Ландшафтознание и опазване на природата среда, Геолого-географски факултет на Софийски университет „Св. Климент Охридски“.
Роден е през 1921 г. в Желява, Софийско. В периода 1940 – 1944 г. е студент по география. От 1946 до 1954 г. работи като учител в Цариброд, Мездра, Елин Пелин и Тетевен. От 1951 г. започва редовна аспирантура при проф. Живко Гълъбов. Същевременно изучава и втора специалност – геология и геотектоника при акад. Еким Бончев. През 1964 г. е избран за доцент, а през 1970 г. за професор. По негова инициатива при преустройството на факултета катедрата Физическа география на България и континентите се преименува на катедра Ландшафтознание през 1972 г., а от 1975 г. е преименувана на катедра Ландшафтознание и опазване на природната среда. В периода, когато Милан Георгиев е ръководител на катедрата се изгражда учебно-научния стационар по ландшафтознание в Земен. Умира през 2008 г. в София.

## Трудове
Автор е на първия университетски учебник за студенти по география – Физическа география на България.
- Физическа география на България. С., 1979, 1985, 1990.
- Структура и динамика на ландшафтите в България. С., 1977.
- Ландшафтознание. Учебник за студенти от ВЛТИ. С., 1982.
- Благоевградски окръг (в съавторство). С., 1977.